# Saison 2010 de l'équipe cycliste HTC-Columbia Women
La Saison 2010 de l'équipe HTC-Columbia Women est la huitième de l'équipe si on considère que la structure remonte à la T-Mobile de 2003. Elle effectue un recrutement limité mais qualitatif avec l'arrivée de Noemi Cantele, Evelyn Stevens, Adrie Visser et Chloe Hosking. Teutenberg et Arndt restent les leaders de l'équipe, la première dans les sprints, la seconde sur les courses à étapes. Elles finissent respectivement à la 7e et 2e place du classement UCI, l'équipe étant troisième à seulement trois points de la seconde équipe. Sur la coupe du monde, seule une manche est gagnée en Chine par Ina Teutenberg, cependant l'équipe réalise une bonne prestation d'ensemble et est finalement deuxième. Sur les courses à étapes, Arndt termine deuxième aussi bien du Tour d'Italie que de la Route de France.

## Préparation de la saison

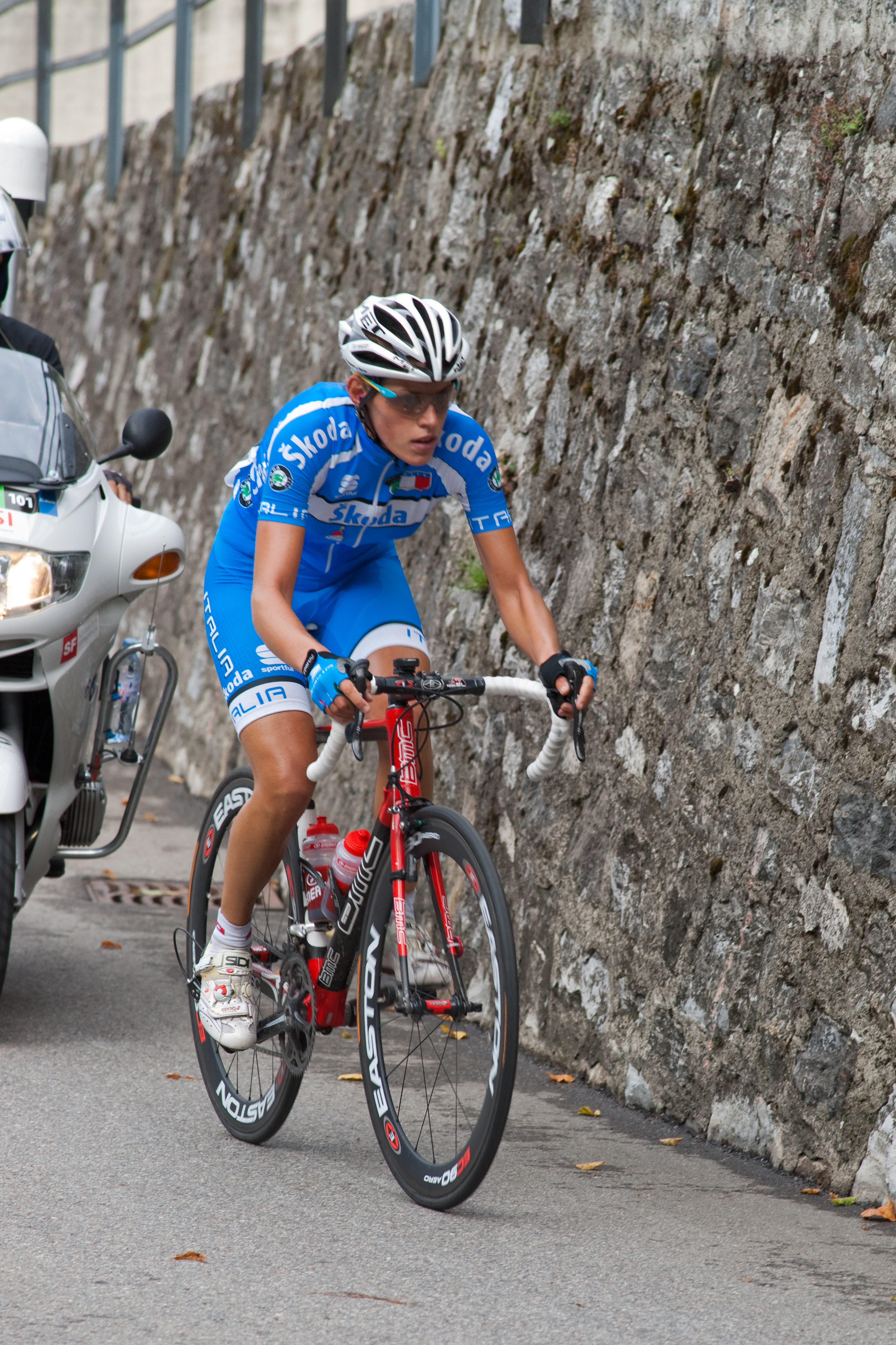
Noemi Cantele rejoint l'équipe en 2010

### Sponsors et financement de l'équipe
L'équipe est sponsorisée par le fabricant de téléphone portable HTC et Columbia Sportswear Company.
Ses vélos sont des Scott.

### Arrivées et départs
Comme les années précédentes, l'équipe est présentée à Majorque en même temps que l'équipe masculine.
En 2010, l'équipe enregistre quatre arrivées et quatre départs. Parmi les recrues, on compte l'Italienne Noemi Cantele, médaille d'argent du contre-la-montre des derniers championnats du monde et médaille de bronze sur route des mêmes championnats. Ensuite, l'Américaine Evelyn Stevens rejoint l'équipe pour sa première année professionnelle à 26 ans. En 2009, elle termine entre autres deuxième de la Route de France avec la sélection américaine. Elle rejoint l'équipe afin d'apprendre. La Néerlandaise Adrie Visser adepte de la route et de la piste, ainsi que vainqueur en 2007 du Tour de Drenthe, renforce l'effectif tout comme la jeune Australienne Chloe Hosking qui a remporté 10 courses l'année précédente.
Au niveau des départs, Chantal Beltman prend sa retraite à 33 ans. Mara Abbott,  Katherine Bates, Maria Mendel et Alexandra Wrubleski quittent également l'équipe.
Teutenberg pense que l'équipe s'est renforcée par rapport à 2009.
| Arrivée        | Équipe 2009   |
| -------------- | ------------- |
| Noemi Cantele  | Bigla         |
| Chloe Hosking  | Moving Ladies |
| Evelyn Stevens | Néo-Pro       |
| Adrie Visser   | DSB Bank      |

| Départ              | Équipe 2010                 |
| ------------------- | --------------------------- |
| Mara Abbott         | Peanut Butter & Co Twenty12 |
| Katherine Bates     | Colavita/Baci               |
| Chantal Beltman     | retraite                    |
| Maria Mendel        |                             |
| Alexandra Wrubleski |                             |

### Objectifs
Ina-Yoko Teutenberg vise surtout le mondial sur route cette saison, comme celui-ci doit convenir pour les sprinteuses.

## Coureurs et encadrement technique

### Effectif
| Coureur             | Date de naissance | Nationalité      | Équipe 2009        |
| ------------------- | ----------------- | ---------------- | ------------------ |
| Kimberly Anderson   | 28 janvier 1968   | États-Unis       | Columbia-HTC Women |
| Judith Arndt        | 23 juillet 1976   | Allemagne        | Columbia-HTC Women |
| Noemi Cantele       | 17 juillet 1981   | Italie           | Bigla              |
| Emilia Fahlin       | 24 octobre 1988   | Suède            | Columbia-HTC Women |
| Chloe Hosking       | 1er octobre 1990  | Australie        | Moving Ladies      |
| Luise Keller        | 8 mars 1984       | Allemagne        | Columbia-HTC Women |
| Evelyn Stevens      | 9 mai 1983        | États-Unis       | Néo-pro            |
| Ina-Yoko Teutenberg | 28 octobre 1974   | Allemagne        | Columbia-HTC Women |
| Eleonora van Dijk   | 11 février 1987   | Pays-Bas         | Columbia-HTC Women |
| Linda Villumsen     | 9 avril 1985      | Nouvelle-Zélande | Columbia-HTC Women |
| Adrie Visser        | 19 octobre 1983   | Pays-Bas         | DSB Bank           |

### Encadrement
Encadrement : 
- Directeur : Bob Stapleton
- Directeur sportif : Ronny Lauke
- Directeur adjoint : René Wenzel[7]
- Soigneurs: Arkadiusz Wojtas[8]

## Déroulement de la saison

### Courses de préparation
La saison démarre à l'occasion du Tour du Qatar.

### Classiques
Sur la première épreuve de coupe du monde du Trofeo Alfredo Binda-Comune di Cittiglio, la décision se produit dans la montée vers Brinzio. Le groupe des favorites reste groupé jusqu'à l'arrivée où s'impose Marianne Vos, Noemi Cantele est cinquième. Sur le Tour des Flandres, Adrie Visser part avec Grace Verbeke dans le Molenberg. Cette dernière la lache dans la dernière difficulté qu'est le Bosberg pour aller s'imposer seule. Visser ne parvient à résister au retour du groupe de poursuivantes et termine à la cinquième place. Cantele et Arndt sont également présentes dans ce groupe et prennent respectivement la septième et huitième place. Quatre jours plus tard, Ina-Yoko Teutenberg gagne pour la troisième fois d'affilée le Drentse 8 van Dwingeloo en étant la plus rapide du groupe de sept coureuses en tête. Le groupe d'échappée s'est détaché à environ 40 km de l'arrivée avec également Visser dans ses rangs. Celle-ci lance le sprint pour Teutenberg. Sur la troisième épreuve de coupe du monde, qui a lieu le 10 avril, le Tour de Drenthe, Visser confirme sa bonne forme et prend la septième place, Cantele est treizième.
Sur la Flèche wallonne, Evelyn Stevens prend la cinquième place. Cette performance est très remarquée.

### Mai: Tour de l'île de Chongming et Tour de l'Aude
L'épreuve par étape du Tour de l'île de Chongming voit Teutenberg s'imposer lors de la première étape contre Kirsten Wild. Le classement des deux sprinteuses est inverse sur la seconde étape, mais sur la dernière étape c'est Teutenberg qui s'impose, remportant du même coup le classement général. Sur la manche de coupe du monde éponyme, Teutenberg gagne au sprint devant Kirsten Wild sous une pluie torrentielle. Elle gagne donc quatre fois en cinq jours avec la course à étapes éponyme ayant eu lieu la semaine auparavant.
Le premier grand tour de la saison : le Tour de l'Aude, prend le départ le 19 mai. Sur le prologue Linda Melanie Villumsen réalise le deuxième temps. Adrie Visser prend la troisième place au sprint le lendemain. Sur le contre-la-montre par équipe de la troisième étape, l'équipe est deuxième derrière l'équipe Cervélo. Sur la quatrième étape, Teutenberg s'impose après avoir fait l'étape en tête par temps de grand vent. Adrie Visser prend la tête du classement général. Elle la perd cependant le lendemain dans une étape plus vallonnée. Evelyn Stevens y est troisième. Sur la cinquième étape, elle est septième. Sur la sixième étape, Teutenberg réussit de nouveau à prendre la bonne échappée pour gagner. La journée suivante, Stevens est de nouveau septième, malgré une chute, elle est alors septième du classement général, mais abandonne le lendemain. Teutenberg finit deuxième de la pénultième étape puis s'impose sur la dernière, les deux fois lors de sprints massifs. Au classement général final, Linda Melanie Villumsen est quatorzième et première de l'équipe,.

### Juin: Tour du Trentin et championnats nationaux
En juin, Ina Teutenberg s'impose sur la Liberty Classic. Sur le premier GP de la Ville de Valladolid, épreuve de coupe du monde, Judith Arndt part en échappée avec Annemiek van Vleuten et Charlotte Becker à 30 km de la fin. Cette dernière s'impose au sprint, Arndt est deuxième.
Au Emakumeen Euskal Bira, Judith Arndt remporte la deuxième étape et mène alors au classement général. Le lendemain, sur le contre-la-montre, elle prend la deuxième place, puis la quatrième place le surlendemain. Cependant sur la dernière étape, Judith Arndt a une défaillance et perd plus de cinq minutes et donc le tour,. Sur le chrono du Gatineau, Evelyn Stevens s'impose devant Linda Villumsen.
Sur le Tour du Trentin, Ina-Yoko Teutenberg remporte la seconde étape au sprint sous la pluie. Sur la troisième et dernière étape, Judith Arndt finit deuxième et Noemi Cantele quatrième. Au classement général final, l'Allemande est deuxième derrière Emma Pooley.
La saison est marquée par les victoires dans leurs championnats nationaux de contre-la-montre respectifs de trois coureuses : Fahlin en Suède, Arndt en Allemagne, Stevens aux États-Unis.

### Juillet: Tour d'Italie et Tour de Thuringe
Le Tour d'Italie commence début juillet avec quatre victoires en série pour Teutenberg : deux dans des sprints massifs, puis de manière plus surprenante dans l'épreuve contre-la-montre, puis de nouveau au sprint. Elle déclare : « C'est un moment très spécial. Je ne pense pas, en 30 ans de compétition, chez les amateurs et les professionnels, avoir jamais réussi à gagner quatre fois de suite ». Sur le chrono, Judith Arndt et Linda Villumsen prennent respectivement la troisième et la quatrième place. L'Allemande est également troisième de la cinquième étape qui se termine en côte. Elle est deuxième sur l'étape suivante. Sur la septième étape, Evelyn Stevens, pour sa première année professionnelle, gagne en solitaire, derrière Arndt est troisième. Au classement général l'Allemande est alors deuxième derrière Marianne Vos, l'Américaine quatrième. L'étape du lendemain est très relevée avec l'ascension de trois cols. Arndt est de nouveaux troisième derrière Mara Abbott et Emma Pooley, ce qui lui permet de conserver sa place au classement général, Stevens perd quatorze minutes en étant vingtième et recule à la dixième place du général. Sur l'étape du Stelvio, le scénario se répète. Finalement, Judith Arndt termine deuxième.
Sur le Tour de Thuringe, Noemi Cantele est troisième de la première étape en participant à une échappée. Sur la troisième étape, Adrie Visser remporte le sprint massif. Sur la cinquième étape, elle est troisième. Finalement, Noemi Cantele est troisième du classement général.
A l'Open de Suède Vårgårda, l'équipe est deuxième du contre-la-montre par équipe plus d'une minute derrière l'équipe Cervélo. Ronny Lauke ne cache pas sa déception. René Wenzel explique que certaines des coureuses ont eu du mal à se mettre dans le rythme. Sur l'épreuve en ligne, l'équipe mène le peloton en vue du sprint massif. Adrie Visser se fait cependant battre par Kirsten Wild.

### Août: Route de France
Ellen van Dijk s'impose sur le Tour de Bochum en réglant le groupe d'échappée où se trouve également Evelyn Stevens.
La Route de France, dernier grand tour de la saison, s'élance début août. Judith Arndt est quatrième du prologue. Ina Teutenberg s'impose sur la première étape et est deuxième de la deuxième étape, à chaque fois dans un sprint massif. Sur la troisième étape, Arndt termine quatrième avant de remporter l'étape contre-la-montre le lendemain. Lors de la cinquième étape, elle est troisième. Au classement général, elle termine deuxième.
Au GP de Plouay-Bretagne, Judith Arndt attaque à la mi-course avec Marianne Vos, Emma Johansson et Emma Pooley. Cette dernière les distance et Judith Arndt finit quatrième.

### Septembre: Holland Ladies Tour et Tour de Toscane
Sur le Holland Ladies Tour qui commence le dernier jour d'août, Ina Teutenberg remporte l'étape inaugurale d'un boyau devant Marianne Vos. Par la suite, elle ne parvient pas à se mêler aux meilleurs pour la victoire au sprint. Sur l'étape contre-la-montre, Ellen van Dijk s'impose. Cette victoire lui permet d'être troisième du classement général final.
L'équipe s'impose sur le contre-la-montre par équipe du Tour de Toscane devant l'équipe Cervélo. Sur la deuxième étape, Ina Teutenberg se fait battre par Giorgia Bronzini dans le sprint massif. Noemi Cantele gagne la troisième étape, tandis qu'Evelyn Stevens est troisième, Judith Arndt quatrième. Lors du bref contre-la-montre qui suit, cette dernière prend la troisième place, devant Villumsen, Visser et Fahlin. Judith Arndt est deuxième de cinquième étape, ce qui lui permet de s'imposer finalement, Noemi Cantele est troisième,.

### Championnats du monde
Sous les couleurs de l'équipe nationale allemande Arndt termine seconde du  championnat du monde de contre-la-montre, course qui lui échappe toujours, Villumsen, sous le maillot néo-zélandais, monte sur la troisième place du podium, Stevens fait sixième, Fahlin neuvième. Sur la course en ligne, Arndt est cinquième.

## Bilan de la saison

### Victoires
| Date         | Pays       | Course                                                                | Cat. | Vainqueur           |
| ------------ | ---------- | --------------------------------------------------------------------- | ---- | ------------------- |
| 8 avril      | Pays-Bas   | Drentse 8 van Dwingeloo                                               | 1.1  | Ina-Yoko Teutenberg |
| 5 mai        | Chine      | 1re étape du Tour de l'île de Chongming                               | 2.1  | Ina-Yoko Teutenberg |
| 7 mai        | Chine      | 3e étape du Tour de l'île de Chongming                                | 2.1  | Ina-Yoko Teutenberg |
| 7 mai        | Chine      | Classement général du Tour de l'île de Chongming                      | 2.1  | Ina-Yoko Teutenberg |
| 9 mai        | Chine      | Coupe du monde, Tour de l'île de Chongming                            | CDM  | Ina-Yoko Teutenberg |
| 17 mai       | France     | 3e étape du Tour de l'Aude cycliste féminin                           | 2.1  | Ina-Yoko Teutenberg |
| 20 mai       | France     | 6e étape du Tour de l'Aude cycliste féminin                           | 2.1  | Ina-Yoko Teutenberg |
| 23 mai       | France     | 9e étape du Tour de l'Aude cycliste féminin                           | 2.1  | Ina-Yoko Teutenberg |
| 5 juin       | États-Unis | Liberty Classic                                                       | 1.1  | Ina-Yoko Teutenberg |
| 11 juin      | Espagne    | 2e étape du Emakumeen Euskal Bira                                     | 2.1  | Judith Arndt        |
| 12 juin      | Canada     | Chrono Gatineau                                                       | 1.2  | Evelyn Stevens      |
| 20 juin      | Italie     | 2e étape du Tour du Trentin international féminin                     | 2.1  | Ina-Yoko Teutenberg |
| 2 juillet    | Italie     | 1re étape du Tour d'Italie féminin                                    | 2.1  | Ina-Yoko Teutenberg |
| 3 juillet    | Italie     | 2e étape du Tour d'Italie féminin                                     | 2.1  | Ina-Yoko Teutenberg |
| 4 juillet    | Italie     | 3e étape du Tour d'Italie féminin                                     | 2.1  | Ina-Yoko Teutenberg |
| 5 juillet    | Italie     | 4e étape du Tour d'Italie féminin                                     | 2.1  | Ina-Yoko Teutenberg |
| 8 juillet    | Italie     | 7e étape du Tour d'Italie féminin                                     | 2.1  | Evelyn Stevens      |
| 22 juillet   | Allemagne  | 3e étape du Tour de Thuringe                                          | 2.1  | Adrie Visser        |
| 8 août       | Allemagne  | Tour de Bochum                                                        | 1.1  | Ellen van Dijk      |
| 9 août       | France     | 2e étape de la Route de France féminine                               | 2.1  | Ina-Yoko Teutenberg |
| 12 août      | France     | 5e étape de la Route de France féminine                               | 2.1  | Judith Arndt        |
| 31 août      | Pays-Bas   | 1re étape du Holland Ladies Tour                                      | 2.2  | Ina-Yoko Teutenberg |
| 4 septembre  | Pays-Bas   | 6e étape du Holland Ladies Tour                                       | 2.2  | Ellen van Dijk      |
| 14 septembre | Italie     | 1re étape du Tour de Toscane féminin-Mémorial Michela Fanini          | 2.1  | HTC-Columbia        |
| 16 septembre | Italie     | 3e étape du Tour de Toscane féminin-Mémorial Michela Fanini           | 2.1  | Noemi Cantele       |
| 19 septembre | Italie     | Classement général du Tour de Toscane féminin-Mémorial Michela Fanini | 2.1  | Judith Arndt        |

| Date        | Pays                                                  | Course | Vainqueur      |
| ----------- | ----------------------------------------------------- | ------ | -------------- |
| 7 janvier   | championnats d'Australie de cyclisme sur route espoir |        | Chloe Hosking  |
| 23 juin     | Championnat de Suède contre-la-montre                 |        | Emilia Fahlin  |
| 24 juin     | Championnat des États-Unis du contre-la-montre        |        | Evelyn Stevens |
| 25 juin     | Championnat d'Allemagne contre-la-montre              |        | Judith Arndt   |
| 29 décembre | Championnat des Pays-Bas de poursuite                 |        | Ellen van Dijk |

### Résultats sur les courses majeures

#### Coupe du monde
| Date       | # | Course                                   | Meilleure classée   | Classement |
| ---------- | - | ---------------------------------------- | ------------------- | ---------- |
| 28 mars    | 1 | Trofeo Alfredo Binda-Comune di Cittiglio | Noemi Cantele       | 5e         |
| 4 avril    | 2 | Tour des Flandres                        | Adrie Visser        | 5e         |
| 10 avril   | 3 | Tour de Drenthe                          | Adrie Visser        | 7e         |
| 21 avril   | 4 | Flèche wallonne                          | Evelyn Stevens      | 5e         |
| 9 mai      | 5 | Tour of Chongming Island World Cup       | Ina-Yoko Teutenberg | 1re        |
| 6 juin     | 6 | GP de la Ville de Valladolid             | Judith Arndt        | 2e         |
| 30 juillet | 7 | Open de Suède Vårgårda TTT               | HTC-Columbia Women  | 2e         |
| 1er août   | 8 | Open de Suède Vårgårda                   | Adrie Visser        | 2e         |
| 21 août    | 9 | GP de Plouay-Bretagne                    | Judith Arndt        | 4e         |

Judith Arndt termine 5e du classement final, Adrie Visser 9e et l'équipe 2e.

#### Grands tours
| Grand tour           | Tour d'Italie        | Tour de l'Aude       | Route de France     |
| -------------------- | -------------------- | -------------------- | ------------------- |
| Coureur (classement) | Judith Arndt(2e)     | Linda Villumsen(14e) | Judith Arndt(2e)    |
| Accessits            | 5 victoires d'étapes | 3 victoires d'étapes | 2 victoire d'étapes |

### Classement UCI
| Rang | Coureur             | Points |
| ---- | ------------------- | ------ |
| 2    | Judith Arndt        | 944.50 |
| 7    | Ina-Yoko Teutenberg | 704.00 |
| 20   | Adrie Visser        | 227.16 |
| 21   | Evelyn Stevens      | 220.66 |
| 23   | Eleonora van Dijk   | 209.50 |
| 29   | Noemi Cantele       | 186.00 |
| 34   | Linda Villumsen     | 152.16 |
| 52   | Chloe Hosking       | 82.00  |
| 61   | Emilia Fahlin       | 66.00  |
| 284  | Luise Keller        | 5.0    |

L'équipe est troisième au classement UCI à trois points de l'équipe Nederland Bloeit, l'équipe numéro un restant Cervélo TestTeam Women.